# Senta Aulària (Corresa)
Senta Aulària (en francès Saint-Aulaire) és un municipi francès situat al departament de la Corresa i a la regió de la Nova Aquitània.

## Demografia
| 1962                                       | 1968 | 1975 | 1982 | 1990 | 1999 | 2007 |
| ------------------------------------------ | ---- | ---- | ---- | ---- | ---- | ---- |
| 711                                        | 741  | 713  | 746  | 707  | 744  | 813  |
| Des de 1962: població sense dobles comptes |      |      |      |      |      |      |

## Administració
| Període   | Identitat         | Partit |
| --------- | ----------------- | ------ |
| 2001-2008 | Pierre Regner     |        |
| 2008-     | Didier Barthomeuf |        |